# Anonima Castelli
Anonima Castelli è un’azienda italiana per l’arredamento, fondata a Bologna da Ettore Castelli nel 1877. È nota nel mondo del design per i progettisti che vi hanno lavorato; fra questi Giancarlo Piretti, che ha creato la sedia pieghevole Plia.

## Storia

### Ebanisteria Castelli
L’azienda nacque come Ebanisteria Castelli nel 1877 a Bologna, piccola bottega diretta da Ettore Castelli. All'inizio del XX secolo l'attività si espanse, e Castelli divenne fornitore di diversi enti pubblici italiani. A Bologna, furono creati due stabilimenti: uno in via Remosella, e uno in via Corticella. Negli anni venti, Cesare Castelli succedette al padre nella direzione dell’azienda, e si occupò di consolidare come unica sede produttiva quella di Via Corticella, che dal 1930 rimase fino la fine del secolo la sede generale del gruppo, con la denominazione di Centro Studi. Seguirono una filiale di vendita a Roma e un magazzino a Milano. Con l’ingresso presso il Centro Studi del primo capo progettista Antonio Nerozzi, si iniziò ad adottare un metodo più vicino al moderno concetto di design.

### Anonima Castelli
Nel 1939 fu costituita la nuova società Anonima Castelli spa, con titolare Cesare Castelli.  L’Ebanisteria venne incorporata nella nuova entità. L’azienda aprì due nuovi stabilimenti produttivi, uno in Via Ferrarese 3, a Bologna, e uno a Imola. Durante la seconda guerra mondiale, Castelli dovette trasformare i suoi impianti per soddisfare le richieste dello Stato, creando i rivestimenti strutturali in legno per i mezzi da guerra e i prefabbricati per l’alloggio dei militari. Nel 1944, lo stabilimento di Imola venne distrutto in un bombardamento aereo. Rimasero intatti i due di Bologna.

### Rinascita nel dopoguerra
Con la fine della guerra, Cesare Castelli ammodernò gli impianti e si concentrò sulle forniture per ufficio. Nel 1956 fu costituita la Metalcastelli S.p.a., un’azienda per la sola produzione di mobilio in metallo. Verranno aperti due nuovi impianti produttivi: uno a Bologna, e uno a Torino. Nel 1955 entrò in azienda Giulio Ponzellini, genero di Cesare, che gli affidò delle mansioni commerciali di Castelli. Cesare morì nel 1966.

### L'espansione negli anni '60
Nei primi anni del 1960, con l’indipendenza algerina e il subentro in azienda di Leonida, figlio di Cesare, l'azienda si aprì al commercio nei mercati del Nordafrica. In questi anni fecero il loro ingresso in azienda dei nuovi deisgner, fra cui Giancarlo Piretti, che nel 1965 progettò il modello di seduta 106. Fu così fondata una divisione specializzata nello studio e nello sviluppo di sedie: DSC (Divisione Sedie Castelli). Dentro questa divisione, Piretti progettò Plia.

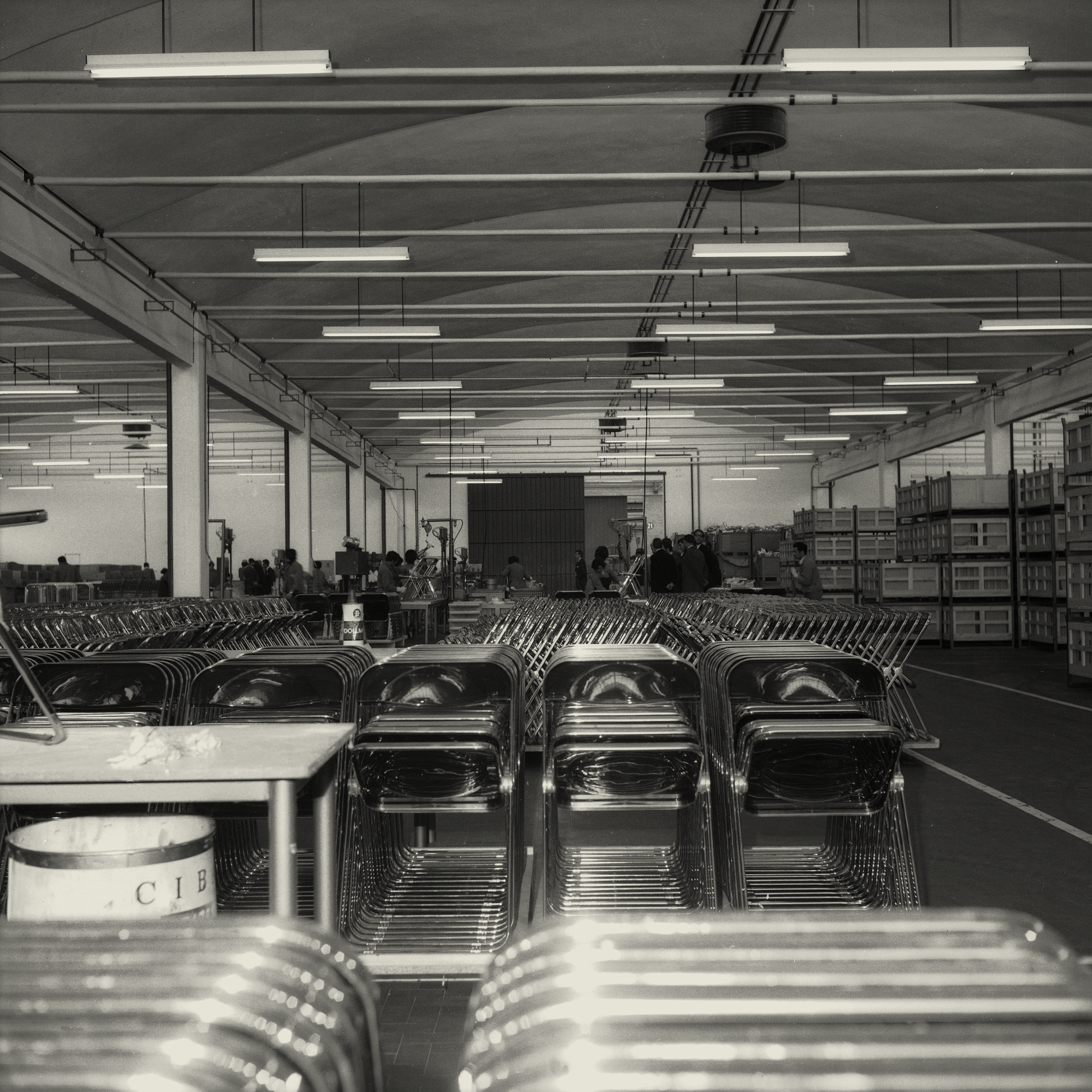
Una grande quantità di Plia all'interno dell'impianto produttivo di Bologna, denominato Divisione Sedie Castelli.

### Anni '70 e '80 e cambio di proprietà
Nel 1972, Castelli partecipò alla mostra “Italy: The New Domestic Landscape” presso il MoMa di New York. In questa occasione, Piretti conobbe Emilio Ambasz, curatore della mostra, con il quale nel 1979 ideò il modello Vertebra, che vinse il Compasso d’oro due anni dopo. L'azienda collaborò con molti progettisti del tempo, fra cui Charles Randolph Pollock, Richard Sapper e Ferdinand Alexander Porsche. Il 5 Gennaio 1982 Castelli venne quotata in borsa, con il nominativo di Castelli S.p.a. Nel 1988, Leonida Castelli vendette le sue azioni, e Giulio Ponzellini ne acquisì la maggioranza.

### La globalizzazione
Dagli anni ottanta le cariche amministrative di Castelli si scambiarono più volte alla leadership dell’azienda, tra la famiglia Castelli e quella dei Ponzellini, fino al 1994, quando l’azienda fu acquisita dal gruppo statunitense Haworth, con sede in Michigan. In questo periodo l'azienda adottò nuovi programmi di modellazione tridimensionale. Tra i designer più noti di quegli anni vi fu Michele De Lucchi, che nel 1999 creò una linea di mobili per ufficio.

### La crisi e il fallimento
Durante il primo decennio degli anni duemila lo stabilimento di San Giovanni in Persiceto, dove era presente anche uno showroom, divenne la sede principale di Castelli spa.
L'azienda entrò in crisi negli anni successivi, anche a causa della forte concorrenza.
Nel gennaio 2013 l'azienda, che impiegava circa 130 dipendenti, dichiarò fallimento (poi confermato nel luglio 2014); furono chiusi gli stabimilmenti di Ozzano ed Imola, e a dicembre 2013 fu messa in liquidazione; due tentativi di vendere la Castelli all'asta andarono deserti.

### Rifondazione e anni recenti
Nel 2015 l’azienda venne ceduta tramite asta fallimentare alla società Castelli 2014 Srl, appartenente alla famiglia Pavan, e fu rinominata Anonima Castelli Srl.
Negli anni successivi, un team di progettisti si è dedicato nella riedizione dei prodotti iconici del marchio e nella realizzazione di oggetti nuovi, sempre pertinenti l’ambiente lavorativo e domestico.

Attualmente l’impianto produttivo di Anonima Castelli si stanzia a Fiume Veneto, mentre un suo showroom è stato aperto a Milano in occasione della Design Week 2024.

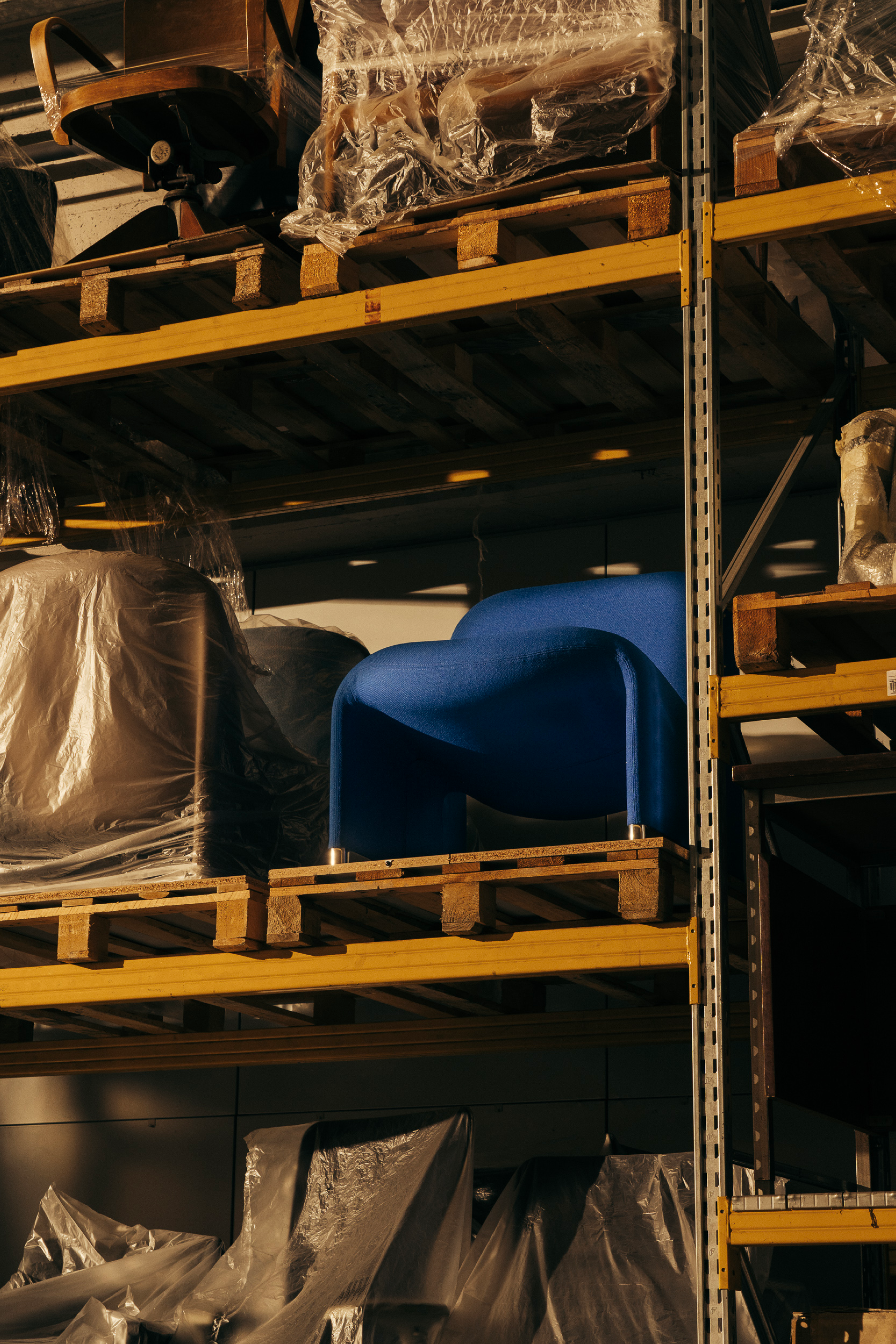
La poltrona Alky esposta tra gli oggetti d'archivio, all'interno dell'attuale impianto a Fiume Veneto.

## Progettisti
- Antonio Nerozzi
- Augusto Quattrino
- Charles Randolph Pollock
- Claudio Bellini
- Doriana Fuksas
- Emilio Ambasz
- Enzo Mari
- Ferdinand Alexander Porsche
- Giancarlo Piretti
- Gino Gamberini
- Hans Ell
- Mario Ruiz
- Massimiliano Fuksas
- Michele De Lucchi
- Nilo Gioacchini
- Paolo Brunetti
- Richard Sapper
- Rodolfo Bonetto

## Riconoscimenti
1970 - Plia, di Giancarlo Piretti, vince il premio Smau;
1979 - Vertebra, di Giancarlo Piretti ed Emilio Ambasz, vince il premio Smau;
1981 - Trust, del Centro Studi Castelli, riceve la segnalazione al premio Compasso d’oro;
1981 - Brio, del Centro Studi Castelli, riceve la segnalazione al premio Compasso d’oro;
1981 - Vertebra, di Giancarlo Piretti ed Emilio Ambasz, vince il premio Compasso d’oro;
1987 - Dalle nove alle cinque, di Richard Sapper vince il premio Compasso d’oro;
1989 - Guya, del Centro Studi Castelli, vince il premio Compasso d’oro;
1990 - Executive Office, di Ferdinand Alexander Porsche, riceve la segnalazione al premio Compasso d’oro;
2005 - K22 viene progettata da Mario Ruiz; successivamente vince il premio FX International Interior Design Prize;
2007 - Axis 9000, di Castelli Design Studio, viene inserita nell'ADI Design Index;
2008 - Axis 9000, di Castelli Design Studio, riceve la segnalazione al premio Compasso d’oro.